# Parc Delicourt de Ham
Le parc Delicourt est un jardin public situé à Ham dans le département de la Somme à la limite du département de l’Aisne.

## Histoire
En 1878, Etienne Delicourt, riche propriétaire parisien vint se fixer à Ham d’où était originaire son épouse. Lors du dérasement des fortifications sur le boulevard nord (aujourd’hui boulevard de la République),  il acheta  les terrains marécageux situés entre le boulevard et la Somme.
Il fit dessiner un parc par un paysagiste parisien qui détourna le cours de la Somme pour créer une pièce d’eau.
Gustave Delicourt collabora avec son père pour réaliser ce parc. Après son décès, sa veuve en fit don à la ville, le 23 juin 1908. Depuis le 24 septembre 1908, le parc Delicourt est ouvert au public.
En novembre 2014, le parc a été fermé au public pour une réhabilitation complète. 70 arbres ont été abattus ou coupés dont une cinquantaine de peupliers qui entouraient le bassin. Des arbres d'une dizaine d'espèces différentes ont été replantés en concertation avec l’Office national des forêts (ONF) et l’architecte des bâtiments de France car le parc est situé dans le périmètre de protection de l'église Notre-Dame.

## Caractéristiques
Le parc Delicourt est un jardin à l’anglaise avec :
- Flore :
  - pelouse arborée,
  - peupliers, saules, marronniers…
  - sapins,
  - mélèze,
  - arbustes,
  - massifs de plantes vivaces,

- Faune :
  - poules d’eau,
  - canards,
  - cygnes,
  - écureuils,
  - grenouilles...

- Éléments décoratifs et paysagers :
  - pièce d’eau (5 000 m2 de superficie),
  - ponts,
  - petit kiosque,
  - allées sinueuses,
  - jeux pour enfants…

Un monument au physicien Jean-Charles Peltier, natif de Ham a été érigé dans le parc. Sur la stèle de marbre noir a été gravé son portrait.

## Pour approfondir